# Konoveț, Șumen
Konoveț (în bulgară Коньовец) este un sat în comuna Șumen, regiunea Șumen,  Bulgaria. 

## Demografie
Componența etnică a satului Konoveț
     Romi (5,38%)
     Turci (78,75%)
     Nicio identificare (4,24%)
     Bulgari (10,76%)
     Altele (0,84%)
La recensământul din 2011, populația satului Konoveț era de 353 locuitori. Din punct de vedere etnic, majoritatea locuitorilor (78,75%) erau turci, existând și minorități de bulgari (10,76%) și romi (5,38%). Pentru 4,24% din locuitori nu este cunoscută apartenența etnică.